# Franz Büchner (Kommentator)
Franz Büchner ist ein deutscher Sportkommentator.

## Werdegang
Seit 2016 ist Büchner als Sportkommentator bei Sport1 tätig. Ab 2017 kommentierte Büchner die Bundesligaspiele bei Amazon Music. Für Sport1 kommentierte er Spiele der Eishockey-Weltmeisterschaft der Herren 2017. Büchner war 2017 für den Deutschen Sportjournalistenpreis als Bester Newcomer nominiert.

## Stationen
- Sport1
- DAZN[5]
- Telekom Entertain
- Amazon Prime Music
- Sport1.FM